# Isco
Isco, właśc. Francisco Román Alarcón Suárez (ur. 21 kwietnia 1992 w Benalmádenie) – hiszpański piłkarz, występujący na pozycji pomocnika, od 2023 w hiszpańskim klubie Real Betis. Wychowanek Valencii.

## Kariera

### Kariera klubowa
Isco karierę rozpoczynał w mało znanym klubie z Andaluzji, Atlético Benamiel. Stąd trafił do zespołu młodzieżowego drużyny Valencii. W 2009 zadebiutował w trzecioligowych rezerwach, a już rok później – 11 listopada 2010 wystąpił w składzie pierwszej drużyny w pojedynku z CD Logroñés w Pucharze Hiszpanii i zdobył dwie bramki w wygranym 4:1 spotkaniu. Trzy dni później, 14 listopada, zaliczył swe pierwsze minuty w Primera División – zastąpił Aritza Aduriza w wygranym 2-0 meczu z Getafe CF. Młody pomocnik do końca sezonu zagrał jeszcze w trzech spotkaniach ligowych Los Ches.
Obiecujący media punta, długoletni gracz hiszpańskich reprezentacji młodzieżowych, przed sezonem 2011/2012 został ściągnięty przez szejka Abdullaha Al Thaniego do Málagi. Bogaty sponsor zainwestował wielkie pieniądze w rozwój tej drużyny i na Estadio La Rosaleda trafili wówczas m.in. Cazorla, Demichelis, Joaquín, Mathijsen, Monreal, Toulalan oraz van Nistelrooy. Za 19-letniego Isco katarski inwestor zapłacił 6 milionów euro. Manuel Pellegrini, trener Los Boquerones, odważnie postawił na tego gracza – w pierwszym sezonie w Máladze zagrał w lidze 32 razy i zdobył w niej 5 bramek, będąc trzecim strzelcem całej drużyny. Wydatnie przyczynił się do zajęcia przez klub miejsca premiowanego występami w europejskich pucharach. W plebiscycie Liga de Futbol Profesional (LFP) został wybrany odkryciem sezonu ligi hiszpańskiej (ogłoszenie wyników miało miejsce 14 listopada 2012).
27 czerwca 2013 podpisał pięcioletni kontrakt z Realem Madryt. „Królewscy” zapłacili za niego 27 mln euro. 18 sierpnia zadebiutował w meczu ligowym przeciwko Realowi Betis. Spotkanie zakończyło się wynikiem 2:1, a sam Isco zdobył bramkę i zaliczył asystę.
7 sierpnia 2022 r. Sevilla FC ogłosiła, że klub osiągnął porozumienie co do zasady w sprawie podpisania kontraktu z Isco, a zawodnik zgodził się na dwuletnią umowę. 21 grudnia 2022 Isco i Sevilla zgodzili się rozwiązać kontrakt. 22 grudnia trener Sevilli Jorge Sampaoli powiedział, że Isco nie spełnił oczekiwań klubu. W styczniowym oknie transferowym Isco był bliski podpisania kontraktu z klubem Bundesligi Union Berlin. Jednak 31 stycznia 2023 r. umowa upadła, mimo że przeszedł testy medyczne, ponieważ niemiecki klub twierdził, że postawił nowe żądania, które różniły się od pierwotnej umowy.
26 lipca 2023 r. Isco dołączył do Realu Betis na bazie rocznej umowy. 13 sierpnia 2023 Isco rozegrał swój pierwszy mecz dla Betisu, mierząc się z Villarrealem. Niedługo później, 28 sierpnia, strzelił swojego pierwszego gola dla Betisu w meczu z Athletic Bilbao, kończąc tym samym swoją roczną przerwę w strzelaniu bramek. Pomimo zdobytej bramki, Betis poniósł jednak porażkę 2:4. 28 grudnia 2023 roku Isco przedłużył kontrakt z Betisem do czerwca 2027 roku.

### Kariera reprezentacyjna
W czerwcu 2013 wraz z reprezentacją Hiszpanii U-21 wywalczył Mistrzostwo Europy. W meczu finałowym wygranym 4:2 Isco zdobył jedną bramkę. Ogółem w turnieju uzyskał ich trzy. Królem strzelców owej imprezy został jego przyszły kolega z klubu, Álvaro Morata.
1 lutego 2013 Isco został powołany do dorosłej kadry przez selekcjonera Vicente del Bosque na przyjacielski mecz z Urugwajem w Dosze. Zadebiutował w dniu 6 lutego, zastępując Andrésa Iniestę w 60 minucie meczu, który zakończył się zwycięstwem Hiszpanów 3-1. 15 listopada 2014 roku zdobył swoją pierwszą bramkę dla La Roji, pomagając w zwycięstwie 3-0 nad Białorusią w eliminacjach do Euro 2016. 

## Statystyki klubowe
Aktualne na 3 czerwca 2025.
| Zespół             | Sezon              | Liga    | Liga | Puchar krajowy | Puchar krajowy | Europa  | Europa | Inne    | Inne | Łącznie | Łącznie |
| Zespół             | Sezon              | Występy | Gole | Występy        | Gole           | Występy | Gole   | Występy | Gole | Występy | Gole    |
| ------------------ | ------------------ | ------- | ---- | -------------- | -------------- | ------- | ------ | ------- | ---- | ------- | ------- |
| Valencia B         | 2009/10            | 26      | 1    | –              | –              | –       | –      | –       | –    | 26      | 1       |
| Valencia B         | 2010/11            | 26      | 15   | –              | –              | –       | –      | 2       | 0    | 28      | 15      |
| Valencia B         | Łącznie            | 52      | 16   | 0              | 0              | 0       | 0      | 2       | 0    | 54      | 16      |
| Valencia CF        | 2010/11            | 4       | 0    | 1              | 2              | 2       | 0      | 0       | 0    | 7       | 2       |
| Málaga CF          | 2011/12            | 32      | 5    | 3              | 0              | 0       | 0      | 0       | 0    | 35      | 5       |
| Málaga CF          | 2012/13            | 37      | 9    | 0              | 0              | 10      | 3      | 0       | 0    | 47      | 12      |
| Málaga CF          | Łącznie            | 69      | 14   | 3              | 0              | 10      | 3      | 0       | 0    | 82      | 17      |
| Real Madryt        | 2013/14            | 32      | 8    | 9              | 0              | 12      | 3      | 0       | 0    | 53      | 11      |
| Real Madryt        | 2014/15            | 34      | 4    | 4              | 1              | 11      | 0      | 4       | 1    | 53      | 6       |
| Real Madryt        | 2015/16            | 31      | 3    | 1              | 2              | 11      | 0      | –       | –    | 43      | 5       |
| Real Madryt        | 2016/17            | 30      | 10   | 4              | 0              | 6       | 1      | 2       | 0    | 42      | 11      |
| Real Madryt        | 2017/18            | 30      | 7    | 4              | 1              | 11      | 0      | 4       | 1    | 49      | 9       |
| Real Madryt        | 2018/19            | 27      | 3    | 4              | 2              | 4       | 1      | 2       | 0    | 37      | 6       |
| Real Madryt        | 2019/20            | 23      | 1    | 1              | 0              | 4       | 1      | 2       | 1    | 30      | 3       |
| Real Madryt        | 2020/21            | 25      | 0    | 1              | 0              | 3       | 0      | 0       | 0    | 29      | 0       |
| Real Madryt        | 2021/22            | 14      | 1    | 3              | 1              | 0       | 0      | 0       | 0    | 17      | 2       |
| Real Madryt        | Łącznie            | 246     | 37   | 31             | 7              | 62      | 6      | 14      | 3    | 353     | 53      |
| Sevilla            | 2022/23            | 12      | 0    | 1              | 0              | 6       | 1      | 0       | 0    | 19      | 1       |
| Sevilla            | Łącznie            | 12      | 0    | 1              | 0              | 6       | 1      | 0       | 0    | 19      | 1       |
| Real Betis         | 2023/24            | 29      | 8    | 1              | 0              | 6       | 1      | 0       | 0    | 36      | 9       |
| Real Betis         | 2024/25            | 22      | 9    | 2              | 1              | 9       | 2      | 0       | 0    | 33      | 12      |
| Real Betis         | Łącznie            | 51      | 17   | 3              | 1              | 15      | 3      | 0       | 0    | 69      | 21      |
| Łącznie w karierze | Łącznie w karierze | 434     | 84   | 39             | 10             | 105     | 13     | 16      | 3    | 594     | 110     |

## Sukcesy

### Real Madryt
- Mistrzostwo Hiszpanii: 2016/17, 2019/20
- Puchar Króla: 2013/14
- Superpuchar Hiszpanii: 2017, 2020
- Liga Mistrzów UEFA: 2013/14, 2015/16, 2016/17, 2017/18
- Superpuchar Europy UEFA: 2014, 2016, 2017
- Klubowe mistrzostwo świata: 2014, 2016, 2017, 2018

### Reprezentacyjne
- III miejsce na Mistrzostwach świata U-17: 2009
- Mistrzostwo Europy U-21: 2013
- II miejsce w Lidze Narodów UEFA: 2024/25

### Indywidualnie
- Złoty Chłopiec: 2012
- Bravo Award: 2013
- Odkrycie Roku Primera División: 2012
- Jedenastka marzeń Mistrzostw Europy U-21: 2013
- Drużyna sezonu Ligi Mistrzów: 2016/2017

## Życie prywatne
16 sierpnia 2014 urodził się jego pierwszy syn – Isco Alarcón Calderón. Od 2017 roku piłkarz związany jest z hiszpańską aktorką Sarą Sálamo z którą ma dwóch synów – Theo (ur. 2019) oraz Pierro (ur. 2020).